# Fantaye Belayneh
Fantaye Belayneh Azale, née le 15 septembre 2000, est une athlète éthiopienne spécialiste des courses de fond.

## Carrière
En avril 2021, Fantaye Belayneh termine sixième du 5 000 mètres aux Championnats d'Éthiopie. Aux sélections éthiopiennes olympiques de 2021 à Hengelo, Fantaye termine à nouveau 6e en 14 min 44 s 51, ne parvenant pas à intégrer la délégation olympique éthiopienne.
Le 2 avril 2022, Fantaye Belayneh remporte son premier titre de championne d'Éthiopie à Hawassa. Le même mois à Herzogenaurach, elle remporte le 10 kilomètres de la compétition Adizero: Road To Records en 30 min 25 s, entrant dans les 30 meilleures performances de tous les temps sur cette distance,,.
En juin, aux Championnats d'Afrique d'athlétisme 2022, elle est médaillée de bronze du 5 000 mètres. Elle remporte le Beach to Beacon 10K 2022 à Cape Elizabeth avec un temps de 32 min 7 s.
Elle remporte la médaille d'or sur 5 000 mètres aux Championnats d'Afrique d'athlétisme 2024 à Douala.

## Palmarès
| Date | Compétition            | Lieu         | Résultat | Épreuve | Marque         |
| ---- | ---------------------- | ------------ | -------- | ------- | -------------- |
| 2022 | Championnats d'Afrique | Saint-Pierre | 2e       | 5 000 m | 15 min 1 s 89  |
| 2024 | Championnats d'Afrique | Douala       | 1re      | 5 000 m | 15 min 30 s 10 |

## Records
| Épreuve       | Temps          | Lieu           | Date            |
| ------------- | -------------- | -------------- | --------------- |
| 1 500 mètres  | 4 min 13 s 59  | Maia           | 23 juin 2021    |
| 3 000 mètres  | 8 min 43 s 82  | Doha           | 13 mai 2022     |
| 5 000 mètres  | 14 min 35 s 27 | Eugene         | 25 mai 2024     |
| 10 kilomètres | 30 min 24 s    | Herzogenaurach | 30 avril 2022   |
| Semi-marathon | 1 h 9 min 49 s | New Delhi      | 16 octobre 2022 |